# 山田直毅
山田 直毅（やまだ なおき、1959年〈昭和34年〉2月14日 - ）は、日本のギタリスト、作曲家、編曲家、音楽プロデューサー。妻は歌手の石川ひとみ、母は浪曲師の天津羽衣。

## 来歴
1977年に当時キャンディーズのバックバンドを務めていたミュージック・メイツ・プレイヤーズ（MMP）にギタリストとして参加。キャンディーズのアルバム『早春譜』では、伊藤蘭の楽曲制作サポートを中心に楽曲提供した。キャンディーズのファイナルカーニバル、MMPのシングル「悲しき願い」にも参加。MMP解散後は、同じ事務所からデビューした石川ひとみのバックバンドでリーダーを務めている。
1982年に、NICO（現GARDEN）のデビューアルバムを、鈴木茂と共同プロデュース。1986年に、石川ひとみのシングル「秘密の森」を作曲するとともにプロデュースし、スタジオTAKEONEに入りたてのSynclavierで録音を行った。1990年、BEGINのデビューアルバム『音楽旅団』に楽曲提供、レコーディング参加を機に、2枚目のアルバム『グライダー』をプロデュース、ツアーにも参加した。
現在、主宰するsazae-recordsよりリリースの一五一会ソロアルバムや、演奏・編曲を手がける石川ひとみのアルバムを中心とした活動を行っている。

## 主な作品

### ソロアルバム
- 『undulate』 2007年1月1日発売

### 提供曲
- 石川ひとみ「いつわり」「坂道」「秘密の森」「KA・KU・RE・N・BO」「ともだちみつけた」「ZOO」「風にのせて」「ラジオデイズ」「赤い靴」「40回目のlove song」「アシタノ風」（作曲・編曲）「誘われ上手」「Private Film Star」「星のまばたき」「あなたとならば」「ベリバービリバー」「君の声」「願いはひとつ」「自由な世界」「もんしろちょう」「まちぶせ（81-18バージョン）」（編曲）
- GARDEN「キッスの途中で涙が」「恋の未来」（編曲）
- 川久保秀一「星の指輪」（作曲）
- 宮沢りえ「心から好き」（作曲）　ドラマ「東京エレベーターガール」主題歌
- 高橋由美子「今までどんな恋をしてきたんだろう」「Cotton Time」（作曲）
- 持田真樹「THANK YOU」「流星のノクターン」（作曲）「悲しみなんて」（作曲・編曲）
- 小柳ゆき「fortune」（作曲・編曲）
- 國府田マリ子「空に続く坂道」「トラウマ」「約束」（作曲・編曲）「がじゅまるの風唄」（作曲）「花」（編曲）
- TWO of US「胸いっぱいの夏」「Maybe Love」（作曲・編曲）「そらの果て恋の果て」（編曲）
- BEGIN「流星の12弦ギター」（作曲・編曲）
- 武内千佳「夢は終わらない」（学校法人立志舎CFイメージソング。作曲・編曲。作詞はQumico Fucci）
- 小林幸子「ポーカーフェイスにさよなら」（作曲・編曲）
- パール兄弟「君はラインの中に」「唇はブルー」「バリアー」（作曲）

### アニメ
- ジャングルの王者ターちゃん